# Březová (district de Beroun)
Pour les articles homonymes, voir Březová.
Březová (en allemand : Bschesowa) est une commune du district de Beroun, dans la région de Bohême-Centrale, en République tchèque. Sa population s'élevait à 345 habitants en 2020, pour une superficie de 4,66 km².

## Géographie
Březová se trouve à 17 km au sud-ouest de Beroun et à 45 km au sud-ouest du centre de Prague.
La commune est limitée par Broumy au nord, par Hředle à l'est, par Točník au sud et par Bzová à l'ouest.

## Histoire
La première mention écrite du village date de 1399.